# Frodo Baggins
(Frodo in Il Signore degli Anelli - Il ritorno del re)
Frodo Baggins (in ovestron: Froda Labingi: in italiano anche Frodo Sacconi) è un personaggio di Arda, l'universo immaginario fantasy creato dallo scrittore inglese J. R. R. Tolkien. È il protagonista del romanzo Il Signore degli Anelli. È uno Hobbit, nato il 22 settembre 2968 della Terza Era (T.E.) da Drogo Baggins e Primula Brandibuck. Bilbo Baggins è suo cugino, così come Merry Brandibuck e Pipino Tuc.

## Biografia del personaggio

### Infanzia
Nell'anno 2980 della Terza Era, Frodo perde entrambi i genitori in un incidente in barca sul fiume Brandivino. Data la sua giovane età, Frodo viene preso in custodia dai Brandibuck, la famiglia di sua madre.
Nel 2989 Frodo è adottato da Bilbo Baggins, suo zio. Frodo all'epoca ha 21 anni e non è ancora maggiorenne (l'età adulta per gli Hobbit comincia a 33 anni). Bilbo, non avendo figli suoi, sceglie Frodo come adottivo e legittimo erede e lo porta a vivere con sé a Casa Baggins. Ciò infastidisce non poco i Sackville-Baggins, cugini di Bilbo e aspiranti alla sua eredità, perché, così facendo, Bilbo disereda Otto.
Bilbo e Frodo compiono gli anni lo stesso giorno, il 22 settembre, anche se Bilbo è più vecchio di Frodo di ben 78 anni.

### La Compagnia dell'Anello

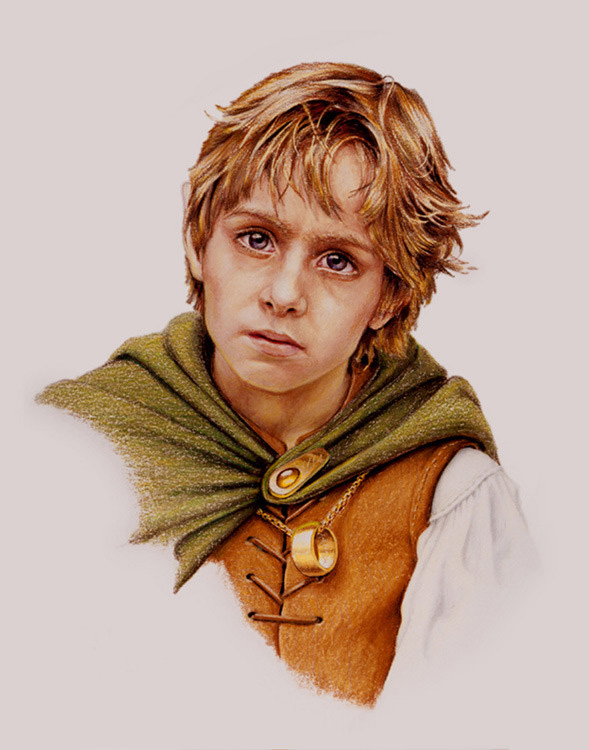
Rappresentazione artistica di Frodo (Mark J. Ferrari, 1987).

All'inizio de Il Signore degli Anelli, nel primo libro intitolato La Compagnia dell'Anello, Frodo e Bilbo festeggiano il loro compleanno, compiendo rispettivamente 33 e 111 anni; è il 22 settembre 3001 della Terza Era. Al termine della festa, Bilbo lascia la Contea e a Frodo viene affidato il compito di custodire l'Unico Anello; Gandalf lo mette in guardia, dicendogli che l'Anello dev'essere tenuto nascosto e non deve mai essere usato (lo stregone non è ancora sicuro della vera natura dell'anello di Bilbo). Frodo custodisce segretamente l'Anello per 17 anni, finché nel 3018 Gandalf, di ritorno dai suoi pellegrinaggi, gli conferma, senza più ombra di dubbio, che si tratta dell'Unico Anello, forgiato da Sauron per dominare i Popoli Liberi della Terra di Mezzo.
Gandalf sprona allora Frodo a partire al più presto dalla Contea insieme a Samvise Gamgee, suo fedele amico e giardiniere. Insieme a Peregrino Tuc, Meriadoc Brandibuck e in seguito a Grampasso, i cinque si fanno strada fino a Gran Burrone (la casa di Elrond Mezzelfo). Durante il viaggio, Frodo viene ferito dal Re Stregone di Angmar, il capo dei Nazgûl, gli Spettri dell'Anello, con un Pugnale Morgul. Curato, prima da Aragorn e Glorfindel, poi da Elrond, Frodo guarisce. Durante il Consiglio di Elrond si decide che l'Anello dev'essere distrutto, ma per fare ciò, è necessario scagliarlo nel fuoco in cui è stato forgiato: la voragine vulcanica del Monte Fato. Viene così formata la Compagnia dell'Anello, un gruppo di nove compagni rappresentativo di tutte le razze della Terra di mezzo con il comune obiettivo di proteggere Frodo, il Portatore dell'Anello e di aiutarlo nella sua missione. Prima della partenza, Bilbo dona a Frodo una piccola lama elfica (in realtà un pugnale, sebbene paragonabile a una daga nelle mani di un hobbit, ma decisamente micidiale contro le forze del male) chiamata Pungolo e una cotta di maglia nanica fatta di mithril.
Dopo la partenza da Gran Burrone, la compagnia si dirige a sud, raggiungendo la regione dell'Eregion, e da qui si dirige verso il Passo di Caradhras prima, e le miniere di Moria poi, nel tentativo di oltrepassare le Montagne Nebbiose. Nel corso della traversata della miniere di Moria, il gruppo perde Gandalf, che precipita negli abissi delle miniere durante una lotta con un Balrog. La compagnia riesce infine ad uscire da Moria, e si reca nei boschi di Lothlórien, casa della Dama elfica Galadriel e di Sire Celeborn. Qui Galadriel regala all'hobbit un mantello elfico ed una fiala contenente la luce di Eärendil, la stella più cara agli Elfi.
Giunta alle Cascate di Rauros la Compagnia però si scioglie e Frodo, spaventato da Boromir che aveva tentato di sottrargli l'Anello, decide di continuare la sua missione verso il Monte Fato accompagnato solo da Sam.

### Le due torri

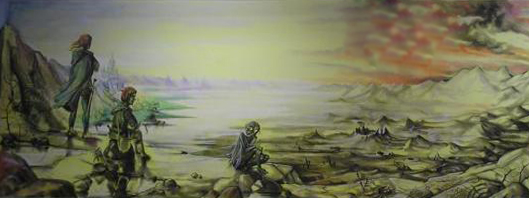
Illustrazione del viaggio di Gollum, Frodo e Sam verso Mordor

Nel secondo libro, Le due torri, Frodo e Sam incontrano Gollum, una perfida e corrotta creatura che per quasi 500 anni aveva custodito l'Anello prima che Bilbo lo trovasse e che brama di impossessarsene nuovamente. Gli Hobbit lo affrontano e alla fine riescono a catturarlo. Gollum, in cambio della vita, acconsente di portare i due a Mordor.
La missione di Frodo si sviluppa lungo le terre desolate degli Emyn Muil e delle Paludi Morte., fino al nero cancello di Mordor (il Morannon). Lì, Gollum, terrorizzato dalla possibilità di veder cadere l'Anello nelle mani di Sauron, indica a Frodo un'altra possibile via per entrare nella Terra Nera: il passo di Cirith Ungol.
Nell'Ithilien, Frodo, Sam e Gollum vengono catturati e presi prigionieri da Faramir, capitano di Gondor nonché fratello minore di Boromir. Faramir interroga Frodo ed apprende da quest'ultimo le tragiche avventure della Compagnia dell'Anello, mentre lo Hobbit apprende con dolore della morte di Boromir a Parth Galen. Dopo aver lasciato Faramir, il terzetto giunge finalmente alla scala che conduce al valico di Cirith Ungol, sede della tana di un essere mostruoso e antico: il ragno Shelob. Frodo cade vittima del mostro e, paralizzato dal suo veleno, viene preso prigioniero dagli Orchi.

### Il ritorno del re
Nel terzo e ultimo libro, Il ritorno del re, Frodo viene liberato da Sam, e insieme possono riprendere il duro e tormentoso cammino verso il vulcano dell'Orodruin. Travestiti da orchetti, i due riescono a raggiungere il Monte Fato senza destare sospetti. Senza più forze e speranza, Frodo giunge così, portato sulle spalle da Sam, sull'orlo dell'abisso dal quale potrà finalmente distruggere l'Anello; ma all'ultimo momento, inaspettatamente, egli non riesce a resistere alla tentazione di indossare il monile proclamandosi "Signore dell'Anello". Tutto sembra precipitare verso la catastrofe, ma improvvisamente ricompare Gollum, che di nascosto ha continuato a seguire il Portatore dell'Anello nella speranza mai venuta meno di rientrare in possesso del suo "tesoro". Frodo viene assalito da Gollum che, nella lotta, gli stacca il dito con un morso e si impadronisce dell'Anello, ma in preda alla felicità mette un piede in fallo e cade con esso nella lava del vulcano. L'Anello è distrutto, Frodo è di nuovo libero, e, quando tutto sembra travolgerlo, ricompare Gandalf sul re delle aquile Gwaihir per portarlo in salvo.
Due anni dopo la conclusione della Guerra dell'Anello, quando ormai è chiaro che le ferite ricevute durante il viaggio non potranno mai guarire definitivamente, a Frodo e Bilbo, in qualità di Portatori dell'Anello, è consentito dagli Elfi di partire con loro per Valinor, assieme a Gandalf, Elrond e Galadriel, i tre portatori degli Anelli degli Elfi. Il 29 settembre del 3021 (T. E.) salpano con una nave elfica per l'Ovest in partenza dai Porti Grigi. Non avendo figli, Frodo lascia Casa Baggins e il Libro Rosso dei Confini Occidentali a Sam, il quale lo avrebbe raggiunto molti anni dopo, salpando anch'egli dai Porti Grigi, essendo stato anche lui, seppur per poco, portatore dell'Anello.

## Adattamenti
Nella trilogia de Il Signore degli Anelli diretta da Peter Jackson, il ruolo di Frodo è interpretato dal giovane attore statunitense Elijah Wood. L'attore venne assunto il 7 luglio 1999 dopo un'accurata selezione tra 150 attori candidati al ruolo. Wood si rivelò molto interessato al progetto, poiché è un fan accanito del libro.
Nella trilogia de Lo Hobbit diretta anch'essa da Jackson, Elijah Wood riprende il suo ruolo di Frodo in alcune scene, anche se nel libro il suo personaggio non viene neppure nominato, dando così continuità tra le due trilogie.

## Famiglia di Frodo
| Balbo Baggins | Balbo Baggins | Balbo Baggins | Balbo Baggins | Balbo Baggins | Balbo Baggins |       |       |       |       |       |       | Beylla Boffin  | Beylla Boffin  | Beylla Boffin      | Beylla Boffin      | Beylla Boffin      | Beylla Boffin      |                    |                    |               |               |               |               |               |               |                        |                        |                        |                        |                        |                        |                    |                    |                    |                    |                    |                    |       |       |       |       |       |       |       |       |       |       |                    |                    |                    |                    |                    |                    |              |              |                    |                    |                    |                    |                    |                    |  |  |  |  |  |  |
| Balbo Baggins | Balbo Baggins | Balbo Baggins | Balbo Baggins | Balbo Baggins | Balbo Baggins |       |       |       |       |       |       | Beylla Boffin  | Beylla Boffin  | Beylla Boffin      | Beylla Boffin      | Beylla Boffin      | Beylla Boffin      |                    |                    |               |               |               |               |               |               |                        |                        |                        |                        |                        |                        |                    |                    |                    |                    |                    |                    |       |       |       |       |       |       |       |       |       |       |                    |                    |                    |                    |                    |                    |              |              |                    |                    |                    |                    |                    |                    |  |  |  |  |  |  |
|               |               |               |               |               |               |       |       |       |       |       |       |                |                |                    |                    |                    |                    |                    |                    |               |               |               |               |               |               |                        |                        |                        |                        |                        |                        |                    |                    |                    |                    |                    |                    |       |       |       |       |       |       |       |       |       |       |                    |                    |                    |                    |                    |                    |              |              |                    |                    |                    |                    |                    |                    |  |  |  |  |  |  |
|               |               |               |               |               |               |       |       |       |       |       |       |                |                |                    |                    |                    |                    |                    |                    |               |               |               |               |               |               |                        |                        |                        |                        |                        |                        |                    |                    |                    |                    |                    |                    |       |       |       |       |       |       |       |       |       |       |                    |                    |                    |                    |                    |                    |              |              |                    |                    |                    |                    |                    |                    |  |  |  |  |  |  |
| Mungo         | Mungo         | Mungo         | Mungo         | Mungo         | Mungo         |       |       |       |       |       |       | Laura Scavari  | Laura Scavari  | Laura Scavari      | Laura Scavari      | Laura Scavari      | Laura Scavari      |                    |                    |               |               |               |               |               |               |                        |                        |                        |                        |                        |                        |                    |                    |                    |                    | Largo              | Largo              | Largo | Largo | Largo | Largo |       |       |       |       |       |       | Tanta Soffiatromba | Tanta Soffiatromba | Tanta Soffiatromba | Tanta Soffiatromba | Tanta Soffiatromba | Tanta Soffiatromba |              |              |                    |                    |                    |                    |                    |                    |  |  |  |  |  |  |
| Mungo         | Mungo         | Mungo         | Mungo         | Mungo         | Mungo         |       |       |       |       |       |       | Laura Scavari  | Laura Scavari  | Laura Scavari      | Laura Scavari      | Laura Scavari      | Laura Scavari      |                    |                    |               |               |               |               |               |               |                        |                        |                        |                        |                        |                        |                    |                    |                    |                    | Largo              | Largo              | Largo | Largo | Largo | Largo |       |       |       |       |       |       | Tanta Soffiatromba | Tanta Soffiatromba | Tanta Soffiatromba | Tanta Soffiatromba | Tanta Soffiatromba | Tanta Soffiatromba |              |              |                    |                    |                    |                    |                    |                    |  |  |  |  |  |  |
|               |               |               |               |               |               |       |       |       |       |       |       |                |                |                    |                    |                    |                    |                    |                    |               |               |               |               |               |               |                        |                        |                        |                        |                        |                        |                    |                    |                    |                    |                    |                    |       |       |       |       |       |       |       |       |       |       |                    |                    |                    |                    |                    |                    |              |              |                    |                    |                    |                    |                    |                    |  |  |  |  |  |  |
|               |               |               |               |               |               |       |       |       |       |       |       |                |                |                    |                    |                    |                    |                    |                    |               |               |               |               |               |               |                        |                        |                        |                        |                        |                        |                    |                    |                    |                    |                    |                    |       |       |       |       |       |       |       |       |       |       |                    |                    |                    |                    |                    |                    |              |              |                    |                    |                    |                    |                    |                    |  |  |  |  |  |  |
| Bungo         | Bungo         | Bungo         | Bungo         | Bungo         | Bungo         |       |       |       |       |       |       | Belladonna Tuc | Belladonna Tuc | Belladonna Tuc     | Belladonna Tuc     | Belladonna Tuc     | Belladonna Tuc     |                    |                    | Longo Baggins | Longo Baggins | Longo Baggins | Longo Baggins | Longo Baggins | Longo Baggins |                        |                        |                        |                        |                        |                        | Cornelia Sackville | Cornelia Sackville | Cornelia Sackville | Cornelia Sackville | Cornelia Sackville | Cornelia Sackville |       |       |       |       | Fosco | Fosco | Fosco | Fosco | Fosco | Fosco |                    |                    |                    |                    |                    |                    | Ruby Bolgeri | Ruby Bolgeri | Ruby Bolgeri       | Ruby Bolgeri       | Ruby Bolgeri       | Ruby Bolgeri       |                    |                    |  |  |  |  |  |  |
| Bungo         | Bungo         | Bungo         | Bungo         | Bungo         | Bungo         |       |       |       |       |       |       | Belladonna Tuc | Belladonna Tuc | Belladonna Tuc     | Belladonna Tuc     | Belladonna Tuc     | Belladonna Tuc     |                    |                    | Longo Baggins | Longo Baggins | Longo Baggins | Longo Baggins | Longo Baggins | Longo Baggins |                        |                        |                        |                        |                        |                        | Cornelia Sackville | Cornelia Sackville | Cornelia Sackville | Cornelia Sackville | Cornelia Sackville | Cornelia Sackville |       |       |       |       | Fosco | Fosco | Fosco | Fosco | Fosco | Fosco |                    |                    |                    |                    |                    |                    | Ruby Bolgeri | Ruby Bolgeri | Ruby Bolgeri       | Ruby Bolgeri       | Ruby Bolgeri       | Ruby Bolgeri       |                    |                    |  |  |  |  |  |  |
|               |               |               |               |               |               |       |       |       |       |       |       |                |                |                    |                    |                    |                    |                    |                    |               |               |               |               |               |               |                        |                        |                        |                        |                        |                        |                    |                    |                    |                    |                    |                    |       |       |       |       |       |       |       |       |       |       |                    |                    |                    |                    |                    |                    |              |              |                    |                    |                    |                    |                    |                    |  |  |  |  |  |  |
|               |               |               |               |               |               |       |       |       |       |       |       |                |                |                    |                    |                    |                    |                    |                    |               |               |               |               |               |               |                        |                        |                        |                        |                        |                        |                    |                    |                    |                    |                    |                    |       |       |       |       |       |       |       |       |       |       |                    |                    |                    |                    |                    |                    |              |              |                    |                    |                    |                    |                    |                    |  |  |  |  |  |  |
|               |               |               |               |               |               | Bilbo | Bilbo | Bilbo | Bilbo | Bilbo | Bilbo |                |                | Lobelia Serracinta | Lobelia Serracinta | Lobelia Serracinta | Lobelia Serracinta | Lobelia Serracinta | Lobelia Serracinta |               |               |               |               |               |               | Otto Sackville-Baggins | Otto Sackville-Baggins | Otto Sackville-Baggins | Otto Sackville-Baggins | Otto Sackville-Baggins | Otto Sackville-Baggins |                    |                    |                    |                    | Dora               | Dora               | Dora  | Dora  | Dora  | Dora  |       |       | Drogo | Drogo | Drogo | Drogo | Drogo              | Drogo              |                    |                    |                    |                    |              |              | Primula Brandibuck | Primula Brandibuck | Primula Brandibuck | Primula Brandibuck | Primula Brandibuck | Primula Brandibuck |  |  |  |  |  |  |
|               |               |               |               |               |               | Bilbo | Bilbo | Bilbo | Bilbo | Bilbo | Bilbo |                |                | Lobelia Serracinta | Lobelia Serracinta | Lobelia Serracinta | Lobelia Serracinta | Lobelia Serracinta | Lobelia Serracinta |               |               |               |               |               |               | Otto Sackville-Baggins | Otto Sackville-Baggins | Otto Sackville-Baggins | Otto Sackville-Baggins | Otto Sackville-Baggins | Otto Sackville-Baggins |                    |                    |                    |                    | Dora               | Dora               | Dora  | Dora  | Dora  | Dora  |       |       | Drogo | Drogo | Drogo | Drogo | Drogo              | Drogo              |                    |                    |                    |                    |              |              | Primula Brandibuck | Primula Brandibuck | Primula Brandibuck | Primula Brandibuck | Primula Brandibuck | Primula Brandibuck |  |  |  |  |  |  |
|               |               |               |               |               |               |       |       |       |       |       |       |                |                |                    |                    |                    |                    |                    |                    |               |               |               |               |               |               |                        |                        |                        |                        |                        |                        |                    |                    |                    |                    |                    |                    |       |       |       |       |       |       |       |       |       |       |                    |                    |                    |                    |                    |                    |              |              |                    |                    |                    |                    |                    |                    |  |  |  |  |  |  |
|               |               |               |               |               |               |       |       |       |       |       |       |                |                |                    |                    |                    |                    |                    |                    | Lotho         | Lotho         | Lotho         | Lotho         | Lotho         | Lotho         |                        |                        |                        |                        |                        |                        |                    |                    |                    |                    |                    |                    |       |       |       |       |       |       |       |       |       |       |                    |                    | Frodo              | Frodo              | Frodo              | Frodo              | Frodo        | Frodo        |                    |                    |                    |                    |                    |                    |  |  |  |  |  |  |